# عنوان افتخاری
عنوان افتخاری یک نوع عنوان است که از سوی حکومت یا جامعه برای تجلیل یا ستایش افراد به آنها اعطا می‌شود. عناوین افتخاری معمولاً فاقد مزایای مادی هستند و جاه و مقام فرد را افزایش نمی‌دهند. عنوان‌های افتخاری می‌توانند برای حاکمان یا مردم عادی باشند؛ مانند عنوان پدر کشور برای امپراتوران روم که توسط سنای روم به آنها اعطا می‌شد. معمولاً عناوین تجلیل‌آمیز که با «پدر» یا «مادر» آغاز می‌شوند از نوع افتخاری هستند؛ مانند پدر ملت برای رهبران بزرگ و «پدر علم پزشکی» در اشاره به بقراط. همچنین، گاه ممکن است فرمانروایان برای خود عنوان‌های افتخاری گوناگون ابداع یا دیگران آن را به آنها اعطا کنند؛ مانند صاحبقران در ایران.

## فهرست عناوین افتخاری
فهرست کامل عناوین افتخاری به شرح زیر است:
- پدر کشور، عنوان لاتین در روم باستان
- پدر ملت، لقب افتخاری برای رهبران ملی
- کبیر، لقب افختاری برای فرمانروایان بزرگ
- سِر، عنوان افتخاری در انگلستان
- آگوستوس، آگوستا، عنوان لاتین در امپراتوری روم
- صاحبقران، لقب افتخاری در ایران